# Erra (Coruche)
Erra ist ein Ort und eine ehemalige Gemeinde (Freguesia) im portugiesischen Kreis Coruche. Die Gemeinde hatte 1017 Einwohner (Stand 30. Juni 2011).
Am 29. September 2013 wurden die Gemeinden Erra, Coruche und Fajarda zur neuen Gemeinde União das Freguesias de Coruche, Fajarda e Erra zusammengeschlossen.